# Le due vedove
Le due vedove (Dvĕ vdovy) è un'opera Ceca in due atti di Bedřich Smetana su libretto di Emanuel Züngel. Il libretto si basa su un atto teatrale di Jean Pierre Felicien Mallefille Les deux Veuves. L'opera fu composta tra il giugno 1873 e il gennaio 1874 e la prima ebbe luogo il 27 marzo 1874 presso il Prague Czech Theatre sotto la direzione di Smetana. Tuttavia, questa prima non ebbe successo e l'opera fu riscritta nel 1874. Il dialogo parlato fu sostituito da recitativi con un nuovo schema detto "through-composed" e alcune delle musiche e dei personaggi sono stati rielaborati. La seconda première, il 20 ottobre 1874 ebbe molto successo. Una versione ulteriormente rivista ebbe un'ulteriore prima il 17 marzo 1878 con Adolf Čech.
Per una successiva esecuzione ad Amburgo nel 1882 "Smetana riluttante aggiunse un trio nel primo atto ed un finale diverso per l'aria di Agnes nel secondo atto e acconsentì ad una spartizione dell'opera in tre atti"

## Storia delle esecuzioni
La prima in USA ebbe luogo a New York il 23 ottobre 1949 e in UK avvenne il 17 giugno 1963 alla Guildhall School of Music.
Kurt Honolka fu autore della versione in tedesco nel 1958.
L'opera fu presentata dalla Scottish Opera nel 2008 al Festival di Edimburgo.

## Ruoli
| Ruolo                                            | Voce    | Cast della prima, 27 marzo 1874 |
| ------------------------------------------------ | ------- | ------------------------------- |
| Caroline, una giovane vedova                     | soprano |                                 |
| Agnes, sua sorella, anch'essa una giovane vedova | soprano |                                 |
| Ladislaus, un possidente                         | tenore  |                                 |
| Mumlal                                           | basso   |                                 |
| Toník,un giardiniere                             | tenore  |                                 |
| Lidka, sua fidanzata, una cameriera              | soprano |                                 |
| Passanti, coro                                   |         |                                 |

## Trama
Località: Un castello in Boemia (Repubblica Ceca).

### Atto 1
Al castello, la gente sta facendo festa. Le due vedove che vi abitano, Caroline e Agnes, sono molto diverse. La padrona di casa, Caroline, è felice per la sua libertà e indipendenza, mentre Agnes non può farsi degli amici poiché è ancora in lutto. Caroline è pressata dal suo corteggiatore, Ladislao. Ma lei non vuole sposarlo. Così Caroline cospira perché Agnes si innamori di Ladislao. Caroline invita Ladislao al castello, dove viene arrestato da Mumlal. Ladislao è condannato per un giorno agli arresti domiciliari nel castello. Ladislao accetta la punizione. Tuttavia, Agnes non riesce ad essere interessata a lui. Alla fine dell'atto, Lidka e Tonik con il coro cantano l'amore.

### Atto 2
Mentre è in prigione, Ladislaus canta una canzone d'amore, che risveglia in Agnes il sentimento dell'amore. Tuttavia, Agnes non riesce a confessare i suoi sentimenti. Anche il piano di Caroline e la confessione di Ladislaus non cambiano i suoi sentimenti. È solo quando Caroline inizia a flirtare con Ladislaus che Agnes ammette i suoi sentimenti con Ladislao. L'invidioso Mumlal non riesce a distogliere Lidka e Tonik di amarsi l'un l'altra. Al ballo, entrambe le coppie si sposano. 

## Registrazioni
- 1956, Jaroslav Krombholc (direttore), Prague National Theatre Orchestra and Chorus; Drahomíra Tikalová, Ivo Žídek, Maria Tauberová, Miloslava Fidlerová, Antonín Zlesák, Eduard Haken
- 1974, Jaroslav Krombholc (direttore), Symphony Orchestra and Chorus of the Prague Radio; Jana Jonášová, Marcela Machotková, Miroslav Švejda, Dalibor Jedlička, Alfred Hampel, Daniela Šounová-Brouková[4][5]
- 1975, František Jílek (direttore), Prague National Theatre Chorus and Orchestra; Naďa Šormová, Marcela Machotková, Jiří Zahradníček, Jaroslav Horáček, Zdeněk Švehla, Daniela Šounová